# Cedník
Cedník neboli kuchyňské síto (zastarale někdy též řešeto) je běžná kuchyňská domácí potřeba užívaná v kychyni při přípravě pokrmů. Činnost prováděná s cedníkem se nazývá cezení (někdy také zcezení). Používá se, mimo jiné, zejména pro odstraňování přebytečné vody ať už z primárních potravin či z hotových jídel apod.
Cedníky mohou být vyrobeny z nerezového plechu, plastu nebo drátěného pletiva. V případě plastu a plechu se prakticky vždy jedná o výlisek. Drátěné cedníky nejrůznějších velikostí jsou také velmi běžné, bývají vyrobeny z jemného drátěného nerezavějího pletiva a jsou vytvarovány lisováním obvykle do polokulovitého či jiného oble vydutého tvaru.
Drátky nesmí podléhat korozi a musí být velmi hladké tak, aby netrhaly cezený materiál a také nijak nezraňovaly ruce svého uživatele.

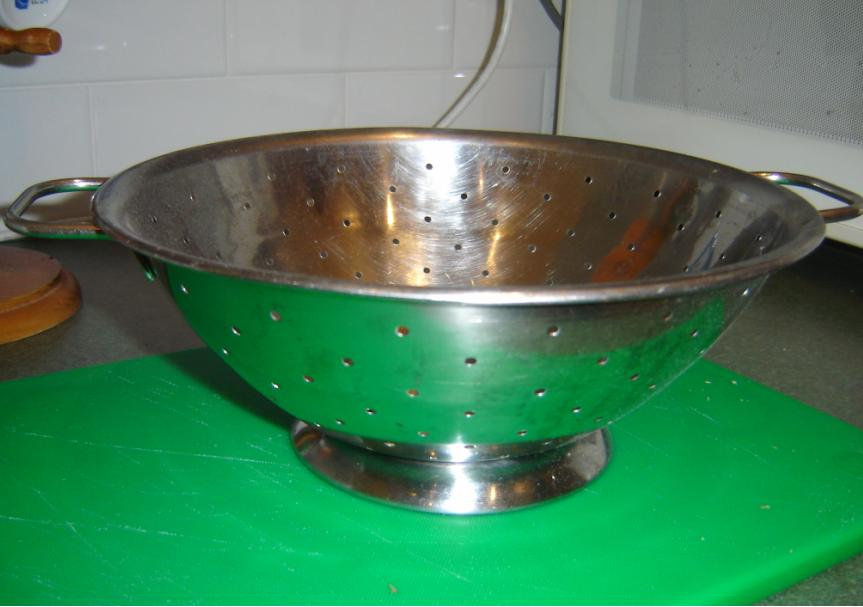
Kovový cedník
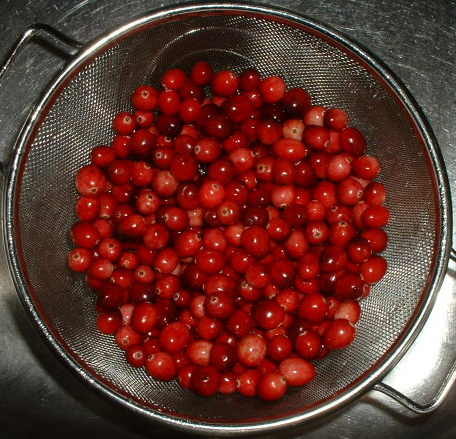
Drátěný cedník
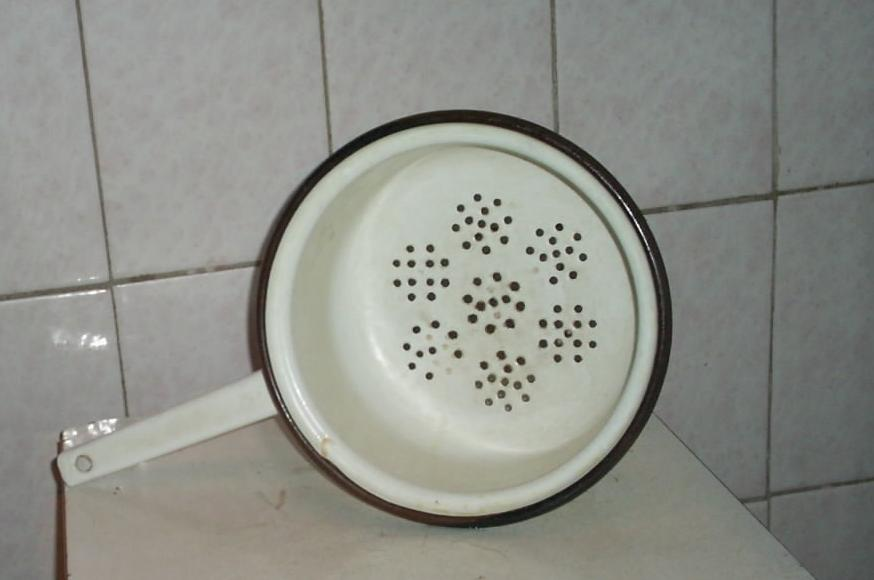
Kuchyňský cedník